# Cleveland Township (Elkhart County, Indiana)
Cleveland Township ist eines von 16 Townships im Elkhart County im US-Bundesstaat Indiana.
Laut United States Census 2000 hat Cleveland Township 9729 Einwohner, davon 4742 Männer und 4987 Frauen. 
Es liegt auf 235 Meter über dem Meeresspiegel im Nordwesten des Elkhart County und bedeckt eine Fläche von 42,85 km², wovon lediglich 1,21 km² Wasserfläche sind. Die Bevölkerungsdichte liegt somit bei 227,05 Einwohner/km². Das Township umfasst den westlichen Teil der Stadt Elkhart. 

## Straßen
- Interstate 80
- U.S. Highway 20
- U.S. Highway 112
- Indiana State Route 112